# Stensryd (naturreservat)
Stensryd är ett naturreservat i Hultsfreds kommun i Kalmar län.
Området är naturskyddat sedan 1998 och är 30 hektar stort. Reservatet består av mager hällmarkstallskog, öppna fattigkärr, sumpskogar och en tallmosse. 